# Maurizio Merli
Pour les articles homonymes, voir Merli.
Maurizio Merli (né le 8 février 1940 à Rome et mort dans cette même ville le 10 mars 1989) est un acteur de cinéma italien, surtout actif dans le genre poliziottesco. Il s'est fait connaître à la télévision dans le rôle-titre du feuilleton en trois épisodes La Jeunesse de Garibaldi.

## Biographie

### Les débuts
Maurizio Merli est né à Rome, au début de la guerre, dans une famille d'origine toscane. Formé à l'Académie d'art dramatique, il est un jeune acteur dans des romans-photos pour le magazine Grand Hotel (it). Il fait ses premiers pas au cinéma en 1963, comme figurant dans Le Guépard de Luchino Visconti. Après d'autres rôles dans des films mineurs et dans des revues de théâtre avec Carlo Dapporto (I trionfi, 1964), il commence sa carrière dans des productions télévisées dans I grandi camaleonti (réalisé par Edmo Fenoglio (it), 1964), tout en continuant à jouer au théâtre (en 1968, il participe à l'Orlando furioso de Luca Ronconi). Sa grande notoriété auprès du public est toutefois due à sa participation en tant que personnage principal du feuilleton La Jeunesse de Garibaldi (1974) de Franco Rossi.
Dans la seconde moitié des années 1960, Merli devient involontairement le protagoniste d'un fait divers : il est accusé d'être l'auteur d'une série d'escroqueries perpétrées contre différents bureaux de poste de Rome, après que différents témoins aient affirmé l'avoir reconnu comme le principal auteur de ces escroqueries ; en janvier 1969, il est reconnu comme n'ayant aucune implication dans le crime, après avoir toutefois passé un mois en prison.

### Icône du poliziottesco
Dans les années 1970, Merli est devenu l'un des acteurs les plus connus du genre poliziottesco, avec des films tels que Rome violente, Brigade spéciale, Opération casseurs, Le Cynique, l'Infâme et le Violent, SOS jaguar, opération casse gueule et Corléone à Brooklyn. Ses débuts dans le genre ont lieu en 1975, lorsqu'il incarne le commissaire Betti dans Rome violente, réalisé par Marino Girolami. C'est le réalisateur lui-même qui a préconisé d'embaucher Merli pour remplacer l'acteur américain Richard Harrison, qui avait la préférence du producteur. Le protagoniste devait ressembler iconographiquement à Franco Nero, qui avait connu un grand succès avec Le Témoin à abattre, à tel point que Merli s'est volontairement laissé pousser la moustache, qui deviendra plus tard l'une de ses marques de fabrique. Le film a été un grand succès commercial, à tel point qu'il enregistre 3 258 420 entrées qui rapportent 2 495 950 443 de lires, ce qui en fait le 25e film le plus rentable du box-office Italie 1975-1976.
Grand, blond, athlétique et moustachu, Merli incarne des personnages de policiers sans pitié en révolte contre le règlement qui l'empêchait d'avoir les mains libres ainsi que contre le laxisme des magistrats et leur application de la loi qu'il juge trop clémente envers les criminels. Dans certains films, de nombreuses scènes acrobatiques et dangereuses ont été tournées directement par lui sans l'aide de cascadeurs. La ressemblance entre l'acteur et le personnage porté à l'écran était, dans le cas de Merli, si profond qu'il était considéré comme le « commissaire de fer » par excellence. Nombreux seront ses succès dans la seconde moitié des années 1970, souvent réalisés par Umberto Lenzi ou Stelvio Massi.
« Merli setzte allein durch die Verkörperung des rauhbeinigen Polizei-Einzelgängers Maßstäbe. Der aus gegenwärtiger Sicht politisch unkorrekte Stil, seine übertriebenen, schon comicartigen Charaktere, sowie der krude direkte Ton, faszinieren gerade heute ein Publikum, welches sich schon immer gern abseits gängiger Marktmechanismen wohl fühlte. »
— Karsten Thurau

« Merli a posé des jalons rien qu'en incarnant le policier solitaire aux jambes rugueuses. Le style politiquement incorrect du point de vue actuel, ses personnages exagérés, proches de la bande dessinée, ainsi que le ton cru et direct, fascinent aujourd'hui un public qui a toujours aimé se sentir à l'écart des mécanismes habituels du marché »

### Le déclin
À la fin des années 1970, le genre du poliziottesco n'est plus si populaire et il s'avère difficile pour Merli d'explorer d'autres genres du cinéma italien. À tel point que son incursion dans le western spaghetti Mannaja, l'homme à la hache de Sergio Martino, se révèle être un échec.
Au début des années 1980, désormais marginalisé par des critiques de cinéma hostiles, il n'avait participé qu'à quelques émissions de divertissement à la télévision, dont une apparition en tant qu'invité dans l'émission Festival (it) de Pippo Baudo, sur Canale 5, aux côtés du duo comique Zuzzurro e Gaspare (it). Il a ensuite participé en août 1988 à l'émission de Marco Columbro Tra moglie e marito VIP, déclinaison italienne des Mariés de l'A2. L'émission en neuf parties Crazy Boat (it), diffusée sur Rai 2 pendant l'été 1986, est plus pertinente. Au cours de la dernière année de sa vie, il a été fréquemment invité à l'émission télévisée Il gioco dei 9, animée par Raimondo Vianello sur Canale 5, et à l'émission Domani sposi (it) sur Rai 1, animée par Giancarlo Magalli (it), où il apparaissait avec toute sa famille. Sa dernière apparition dans un long métrage remonte à 1987, dans le film Tango blu, écrit et réalisé par Alberto Bevilacqua, qui était également producteur avec Merli lui-même.

### Mort prématurée
Le 10 mars 1989 à Rome, alors qu'il jouait au tennis au cercle Casetta Bianca de la Via Cassia avec un ami et sous les yeux de sa fille, l'acteur est victime d'un infarctus : bien qu'il ait été rapidement secouru et transporté à l'hôpital Villa San Pietro, il est mort avant d'y arriver. Il est donc décédé, à l'âge de 49 ans, au moment où la possibilité de revenir jouer le rôle de commissaire de police se profilait à l'horizon. Il est enterré dans le cimetière de Poggio Catino dans le Province de Rieti, un village où il aimait passer ses vacances et son temps libre avec sa famille.
Son fils Maurizio Matteo Merli, à qui l'acteur a donné son propre nom, a également poursuivi une carrière d'acteur.

## Filmographie

### Cinéma
- 1963 : Le Guépard (Il Gattopardo) de Luchino Visconti - non crédité
- 1967 : Due rrringos nel Texas de Marino Girolami - Un soldat de l'Union
- 1968 : Phénoménal et le Trésor de Toutânkhamon (Fenomenal e il tesoro di Tutankamen) de Ruggero Deodato - Pino
- 1969 : Raptus de Marino Girolami - Barni, le journaliste
- 1972 : Les Nouveaux Contes érotiques de Boccace (it) (Decameron proibitissimo - Boccaccio mio statte zitto) de Marino Girolami - Cecco / l'ami de Rinaldo
- 1973 : Canterbury interdit (Le mille e una notte all'italiana) d'Antonio Racioppi, et Carlo Infascelli
- 1974 : Catene de Silvio Amadio -  Giovanni
- 1975 : Buck le Loup   (Zanna Bianca alla riscossa) de Tonino Ricci - Burt Halloway
- 1975 : Rome violente (Roma violenta) de Marino Girolami - Commissaire Betti
- 1976 : Brigade spéciale (Roma a mano armata) d'Umberto Lenzi - Leonardo Tanzi
- 1976 : Opération Casseurs (Napoli violenta) d'Umberto Lenzi - Commissaire Betti
- 1976 : La peur règne sur la ville (Paura in città) de Giuseppe Rosati - Commissaire Muri
- 1976 : Opération Jaguar (Italia a mano armata) - Commissaire Betti
- 1977 : Le Cynique, l'Infâme et le Violent (Il cinico, l'infame, il violento) d'Umberto Lenzi - Leonardo Tenzi
- 1977 : SOS Jaguar : Opération Casse-gueule (Poliziotto sprint) de Stelvio Massi - Inspecteur Marco Palma
- 1977 : Les mouettes volent bas (I gabbiani volano basso) de Giorgio Cristallini - Albert Morgan
- 1977 : Mannaja, l'homme à la hache de Sergio Martino - Blade
- 1978 : La Loi de la CIA (Sono stato un agente C.I.A.) de Romolo Guerrieri - John Florio
- 1978 : Un flic explosif (Un poliziotto scomodo) de Stelvio Massi - Commissaire Olmi
- 1978 : Poliziotto senza paura de Stelvio Massi - Détective Walter "Wally" Spada
- 1978 : Il commissario di ferro de Stelvio Massi - Mariani
- 1979 : Corléone à Brooklyn (Da Corleone a Brooklyn) d'Umberto Lenzi - Lt Berni
- 1979 : La Cité du crime (Sbirro, la tua legge è lenta... la mia no!) de Stelvio Massi - Commissaire Paolo Ferro
- 1980 : Un flic rebelle (Poliziotto solitudine e rabbia) de Stelvio Massi - Nick Rossi
- 1980 : Buitres sobre la ciudad de Gianni Siragusa (it)
- 1981 : Priest of Love de Christopher Miles - Angelo Ravagli
- 1982 : Notturno de Giorgio Bontempi - Peter Wayne
- 1986 : Le Nom de la rose (The Name of the Rose) de Jean-Jacques Annaud - un moine
- 1987 : Tango blu d'Alberto Bevilacqua - Peppe Mantegazza

### Télévision
- 1964 : I grandi camaleonti – feuilleton en trois épisodes
- 1972 : All'ultimo minuto – série, 1 épisode
- 1974 : La Jeunesse de Garibaldi (Il giovane Garibaldi) – feuilleton en trois épisodes
- 1974 : Il consigliere imperiale – feuilleton en trois épisodes
- 1974 : Canossa – feuilleton en trois épisodes
- 1974 : Philadelphia Story, de Philip Barry, mis en scène par Maurizio Ponzi – téléfilm
- 1986 : Crazy Boat – série
- 1986 : Atelier – téléfilm
- 1987 : La famiglia Brandacci – téléfilm - non crédité
- 1989 : Casa Caruzzelli – série